# Saint-Palais, Pyrénées-Atlantiques
Saint-Palais är en kommun i departementet Pyrénées-Atlantiques i regionen Nouvelle-Aquitaine i sydvästra Frankrike. Kommunen ligger i kantonen Saint-Palais som tillhör arrondissementet Bayonne. År 2022 hade Saint-Palais 2 155 invånare.

## Befolkningsutveckling
Antalet invånare i kommunen Saint-Palais
| Referens: INSEE |